# コルフ国際空港
コルフ国際空港（希: Κρατικός Αερολιμένας Κέρκυρας、英: Corfu International Airport）は、ギリシャ共和国西北部、ケルキラ島（コルフ島）の首府ケルキラ（コルフ）にある国際空港。かつての大統領を記念してイオアニス・カポディストリアス国際空港とも称する。
市の中心部より3Kmに位置し、1937年に開港した。第二次世界大戦中はドイツ軍やギリシャ軍の基地として使用された。

## 就航路線
オリンピック航空とエーゲ航空による定期便があるが、ほとんどの便は海外からのチャーター便である。